# Соблаго (посёлок)
Со́благо — посёлок в Пеновском районе Тверской области России.  Входит в Охватское сельское поселение. В посёлке одноимённая станция Московского региона Октябрьской железной дороги. С запада в сторону станции Андреаполь после горловины станции начинается Санкт-Петербург-Витебское отделение Октябрьской железной дороги.

## География
Расстояние до районного центра — посёлка Пено — примерно 4 километра. Из посёлка Пено в Соблаго кроме поезда ходит также автобус, рейс считается внутрипоселковым.
В 6 километрах от посёлка находится исток Западной Двины. Близ посёлка расположены озёра Соблаго и Орлинское.

## Население
| 2003 | 2008 | 2010 |
| ---- | ---- | ---- |
| 372  | ↘339 | ↘283 |

## Инфраструктура
Отделение почтовой связи № 172780.

## Транспорт
Посёлок находится на автодороге  28К-0001 М-9 — Андреаполь — Пено — Хитино и железнодорожной линии Бологое — Великие Луки;  в Соблаго к ней примыкает линия Торжок — Кувшиново — Соблаго.  